# Geoffroy de Donjon

Geoffroy de Donjon (Fantasieporträt)

Großmeisterwappen von Geoffroy de Donjon

Geoffroy de Donjon de Duisson oder Gottfried von Donjon und Duisson (auch Gothofredus, Ieffray) († 1202) war von 1193 bis zu seinem Tod der elfte Großmeister des Johanniterordens.
Gottfried gehörte zur Adelsfamilie der Herren von Le Donjon in der Auvergne, die ursprünglich aus Duisson in der Picardie stammte.
Nach dem mysteriösen Tod von König Heinrich von Jerusalem im Jahre 1197 in Akkon wurde Amalrich I. von Zypern (als Amalrich II. von Jerusalem) dessen Nachfolger. 
Infolge des Deutschen Kreuzzugs wurde 1198 ein fünfjähriger Waffenstillstand mit den Muslimen vereinbart. Viele der Ordensmitglieder gingen darauf wieder in die Heimat und überließen ihren Besitz dem Orden. 